# Delphinium malabaricum
Delphinium malabaricum är en ranunkelväxtart som först beskrevs av Ernst Huth, och fick sitt nu gällande namn av Philip Alexander Munz. Delphinium malabaricum ingår i släktet storriddarsporrar, och familjen ranunkelväxter. Utöver nominatformen finns också underarten D. m. ghaticum.